# 德呂斯山
47°0′15″N 8°50′0″E / 47.00417°N 8.83333°E

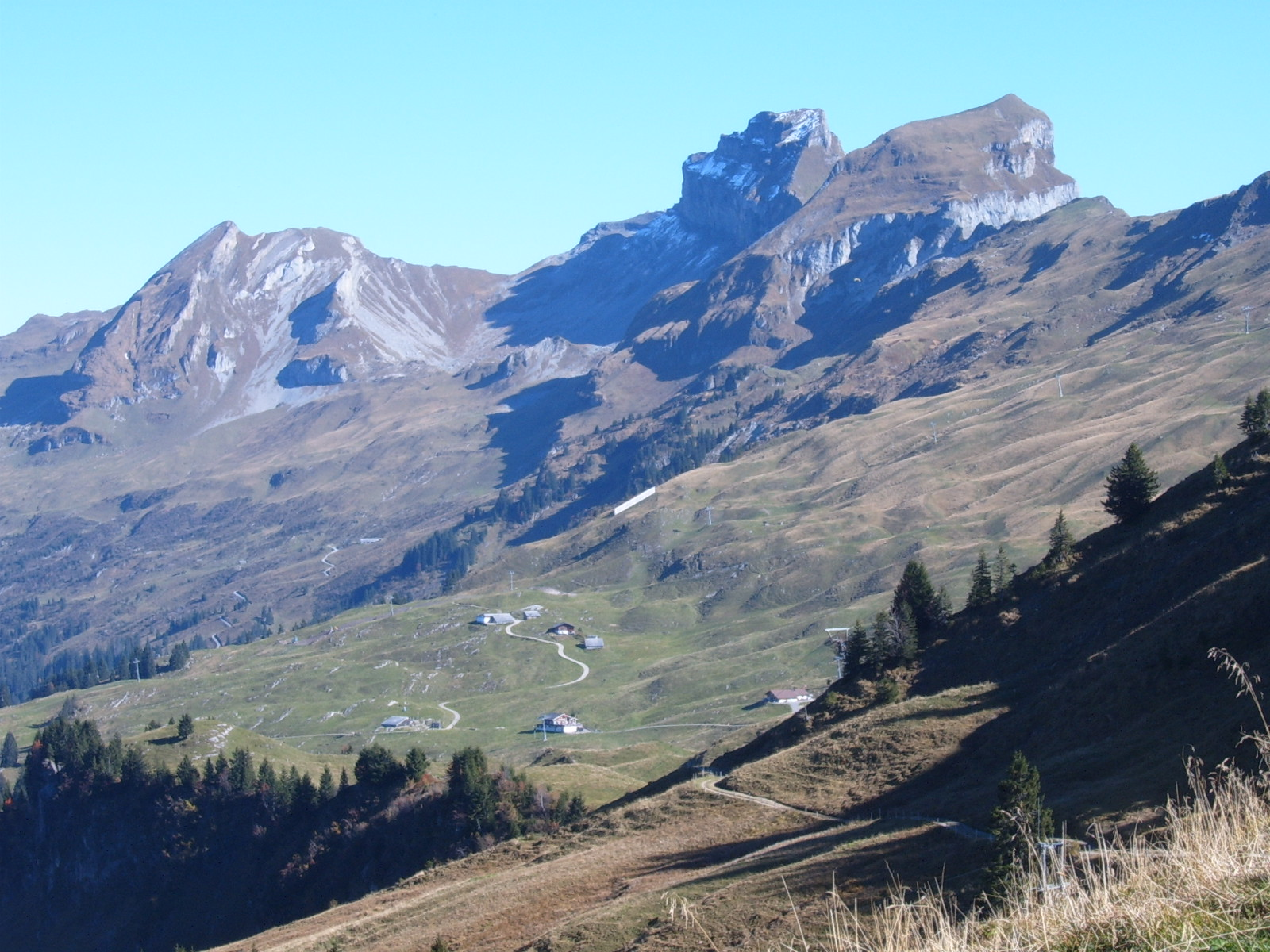

德呂斯山（Drusberg），是瑞士的山峰，位於該國中部，由施維茨州負責管轄，屬於施維茨阿爾卑斯山脈的一部分，海拔高度2,282米，每年平均降雨量2,385毫米。

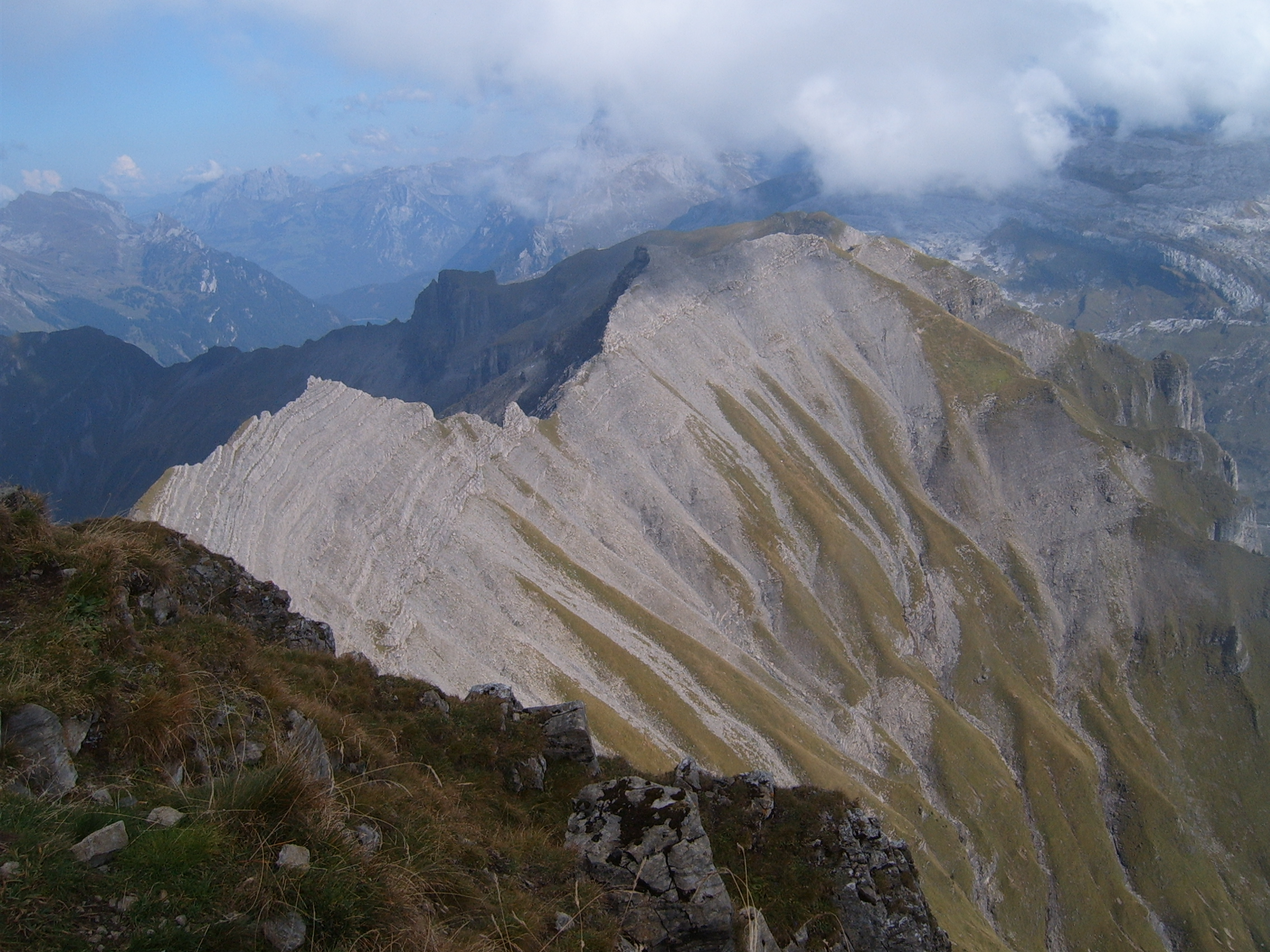

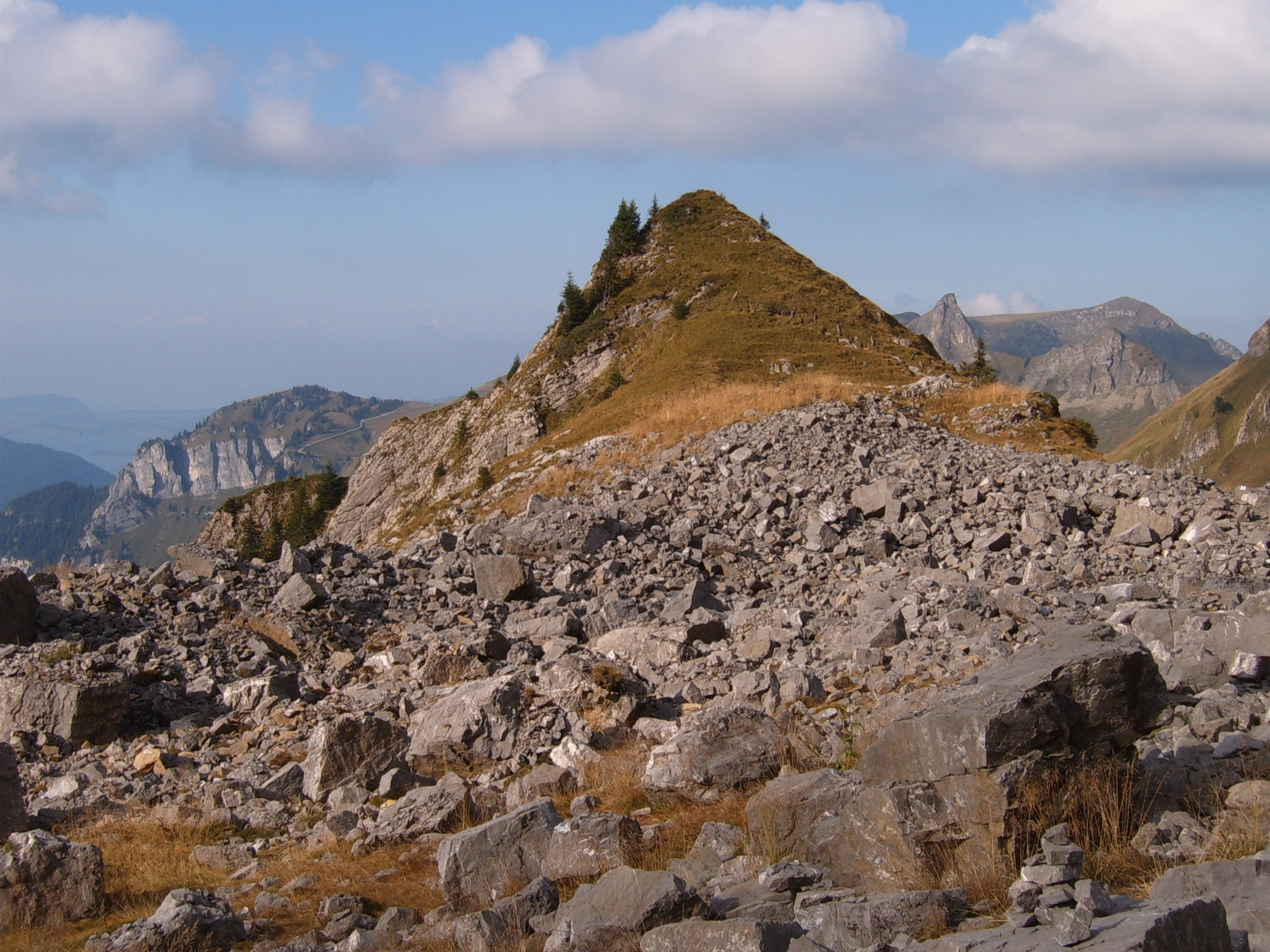

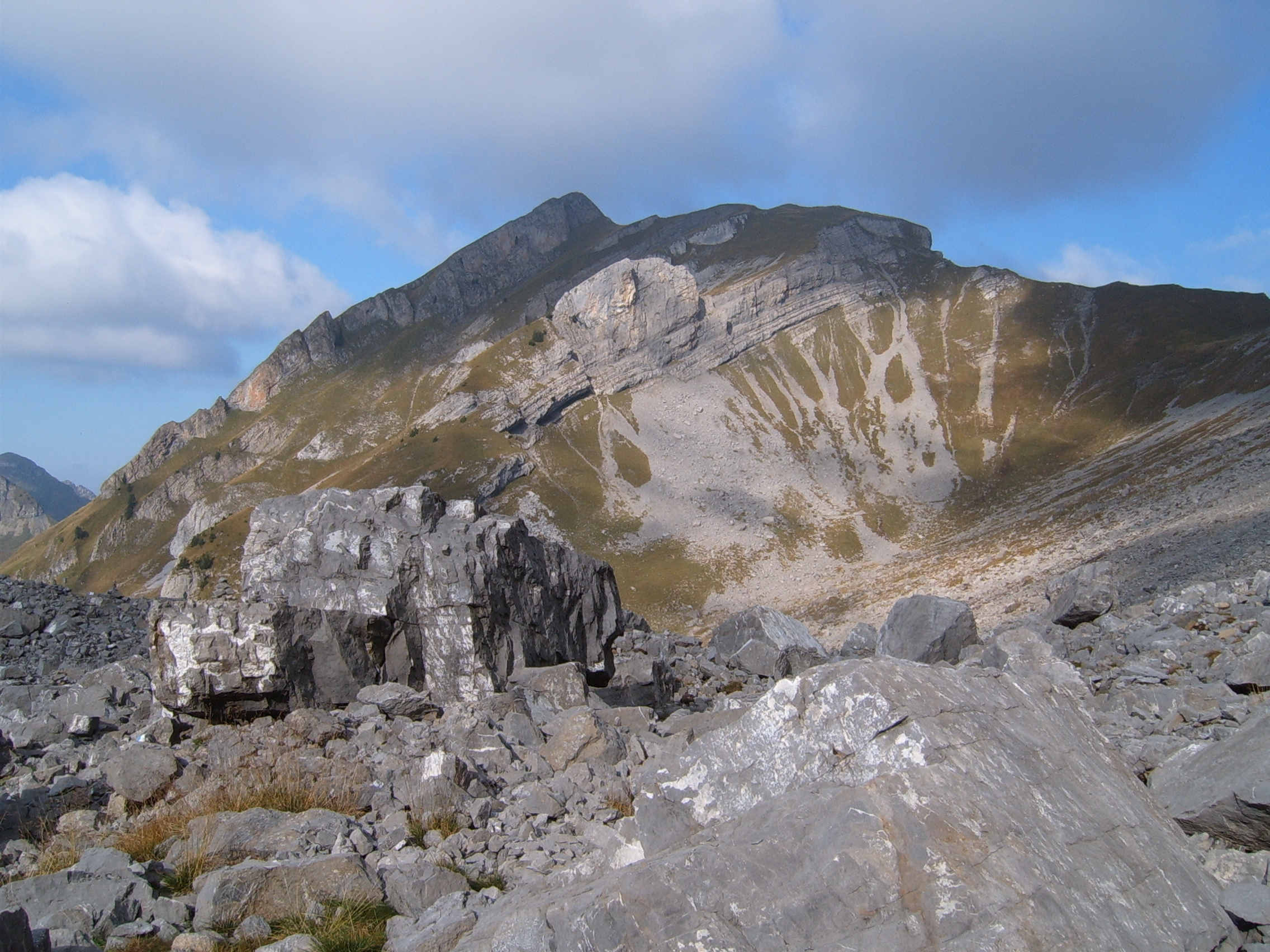

## 外部連結
- Druesberg on SummitPost （页面存档备份，存于）
- Druesberg on Hikr （页面存档备份，存于）